# Пливање на Летњим олимпијским играма 2024 — 200 м делфин за жене
Трке на 200 метара делфин стилом за жене на Летњим олимпијским играма 2024. одржале су се 31. јула (квалификације и полуфинале) и 1. августа (финале) на базену Дефанс арене у Паризу. Трка на 200 метара делфин стилом за жене је по 15. пут била део званичног олимпијског програма од њеног званичног дебија на ЛОИ 1968. године. 
За трке у овој дисциплини било је пријављено 19 такмичарки из 14 земаља. Титулу олимспијске првакиње освојила је Канађанка Самер Макинтош која је у финалној трци испливала и нови олимпијски рекорд, те уједно и светски јуниорски рекорд. Сребрну медаљу је освојила Реган Смит из Сједињених Држава, док је бронза припала бранитељици наслова из Токија Џанг Јуфеј из Кине.

## Освајачи медаља
|                      | Резултат |                  | Резултат |                  | Резултат |
|                      |          |                  |          |                  |          |
| Самер Макинтош (CAN) | 2:03.03  | Реган Смит (USA) | 2:03.84  | Џанг Јуфеј (CHN) | 2:05.09  |

## Званични рекорди
Пре почетка такмичења, званични рекорди у овој дисциплини су били следећи:
|                      | Име              | Резултат | Место         | Датум             |
| -------------------- | ---------------- | -------- | ------------- | ----------------- |
| Светски рекорд СР    | Љу Циге (КИН)    | 2:01.81  | Ђинан (Кина)  | 21. октобар 2009. |
| Олимпијски рекорд ОР | Џанг Јуфеј (КИН) | 2:03.86  | Токио (Јапан) | 29. јул 2021.     |

Током такмичења су постигнути следећи рекорди:
| Датум     | Трка   | Пливачица      | Држава | Резултат | Рекорд |
| --------- | ------ | -------------- | ------ | -------- | ------ |
| 1. август | Финале | Самер Макинтош | Канада | 2:03.03  | ОР     |

## Квалификационе норме
Квалификациона норма за учешће у овој дисциплини износила је 2:08.43 и све такмичарке које су испливали трку у том времену на неком од званичних такмичења у периоду између 1. марта 2023. и 23. јуна 2024, стекле су право да учествују на Ирама у Паризу. У случају да довољан број пливача нема испливану квалификациону норму, следећи параметар је било селекционо време од 2:09.07. Свака од земаља је имала право да учествује са по максимално два такмичара по дисциплини, под условом да оба такмичара имају испливану квалификациону норму. Одређен број учесничких квота је попуњен на основу специјалних позивница земљама које немају квалификованих спортиста у пливању.

## Резултати квалификација
Квалификационе трке у дисциплини 200 метара делфин за жене су пливане 31. јула у јутарњем делу програма, са почетком од 11.46 часова по локалном времену (UTC+2). У квалификацијама је учествовало 19 пливачица из 14 земаља, пливало се у 3 квалификационе групе, а директан пласман у полуфинале остварило је 16 пливачица са најбољим резултатима.
| Пласман | Трка | Стаза | Пливачица           | НОК                       | Резултат | Нап. |
| ------- | ---- | ----- | ------------------- | ------------------------- | -------- | ---- |
| 1.      | 3    | 5     | Џанг Јуфеј          | Кина                      | 2:06.55  | КВ   |
| 2.      | 2    | 4     | Реган Смит          | Сједињене Америчке Државе | 2:06.99  | КВ   |
| 3.      | 3    | 3     | Еби Конор           | Аустралија                | 2:07.13  | КВ   |
| 4.      | 2    | 6     | Хелена Розендал Бах | Данска                    | 2:07.34  | КВ   |
| 5.      | 2    | 5     | Алекс Шејкел        | Сједињене Америчке Државе | 2:07.49  | КВ   |
| 6.      | 3    | 4     | Самер Макинтош      | Канада                    | 2:07.70  | КВ   |
| 7.      | 1    | 6     | Кијана Маинес       | Уједињено Краљевство      | 2:08.46  | КВ   |
| 8.      | 1    | 4     | Елизабет Декерс     | Аустралија                | 2:08.97  | КВ   |
| 9.      | 2    | 3     | Аири Мицуји         | Јапан                     | 2:09.12  | КВ   |
| 10.     | 2    | 2     | Богларка Капаш      | Мађарска                  | 2:09.28  | КВ   |
| 11.     | 3    | 6     | Чен Лујинг          | Кина                      | 2:09.31  | КВ   |
| 12.     | 1    | 5     | Лана Пудар          | Босна и Херцеговина       | 2:09.32  | КВ   |
| 13.     | 3    | 7     | Георгија Дамасјоти  | Грчка                     | 2:09.55  | КВ   |
| 14.     | 1    | 3     | Лора Стивенс        | Уједињено Краљевство      | 2:10.46  | КВ   |
| 15.     | 3    | 2     | Хироко Макино       | Јапан                     | 2:10.79  | КВ   |
| 16.     | 1    | 2     | Лаура Кабанес       | Шпанија                   | 2:10.82  | КВ   |
| 17.     | 2    | 7     | Ања Цревар          | Србија                    | 2:18.46  |      |
| 18.     | 1    | 7     | Алондра Ортиз       | Костарика                 | 2:18.56  |      |
| 19.     | 3    | 1     | Лија Лима           | Ангола                    | 2:22.19  |      |

## Резултати полуфинала
Полуфиналне трке су пливане 31. јула у вечерњем делу програма, са почетком од 20.45 часова. Осам првопласираних такмичарки је изборило палсман у финале.
| Пласман | Трка | Стаза | Пливачица           | НОК                       | Резултат | Нап.  |
| ------- | ---- | ----- | ------------------- | ------------------------- | -------- | ----- |
| 1.      | 1    | 3     | Самер Макинтош      | Канада                    | 2:04.87  | КВ    |
| 2.      | 1    | 4     | Реган Смит          | Сједињене Америчке Државе | 2:05.39  | КВ    |
| 3.      | 2    | 4     | Џанг Јуфеј          | Кина                      | 2:06.09  | КВ    |
| 4.      | 1    | 6     | Елизабет Декерс     | Аустралија                | 2:06.17  | КВ    |
| 5.      | 2    | 3     | Алекс Шејкел        | Сједињене Америчке Државе | 2:06.46  | КВ    |
| 6.      | 1    | 5     | Хелена Розендал Бах | Данска                    | 2:06.65  | КВ НР |
| 7.      | 2    | 5     | Еби Конор           | Аустралија                | 2:07.10  | КВ    |
| 8.      | 1    | 1     | Лора Стивенс        | Уједињено Краљевство      | 2:07.53  | КВ    |
| 9.      | 2    | 6     | Кијана Макинес      | Уједињено Краљевство      | 2:08.04  |       |
| 10.     | 2    | 7     | Чен Лујинг          | Кина                      | 2:08.07  |       |
| 11.     | 2    | 2     | Аири Мицуји         | Јапан                     | 2:08.71  |       |
| 12.     | 1    | 7     | Лана Пудар          | Босна и Херцеговина       | 2:08.74  |       |
| 13.     | 2    | 8     | Хироко Макино       | Јапан                     | 2:09.16  |       |
| 14.     | 1    | 2     | Богларка Капаш      | Мађарска                  | 2:09.23  |       |
| 15.     | 2    | 1     | Георгија Дамасјоти  | Грчка                     | 2:10.25  |       |
| 16.     | 1    | 8     | Лаура Кабанес       | Шпанија                   | 2:10.60  |       |

### Резултати финала
Финална трка је пливана 1. августа у вечерњем делу програма, са почетком од 20.30 часова по локалном времену.
| Пласман | Стаза | Пливачица           | НОК                       | Резултат | Нап.      |
| ------- | ----- | ------------------- | ------------------------- | -------- | --------- |
|         | 4     | Самер Макинтош      | Канада                    | 2:03.03  | ОР KР СРЈ |
| 2       | 5     | Реган Смит          | Сједињене Америчке Државе | 2:03.84  | НР        |
| 3       | 3     | Џанг Јуфеј          | Кина                      | 2:05.09  |           |
| 4.      | 6     | Елизабет Декерс     | Аустралија                | 2:07.11  |           |
| 4.      | 7     | Хелена Розендал Бах | Данска                    | 2:07.11  |           |
| 6.      | 2     | Алекс Шејкел        | Сједињене Америчке Државе | 2:07.73  |           |
| 7.      | 1     | Еби Конор           | Аустралија                | 2:08.15  |           |
| 8.      | 8     | Лора Стивенс        | Уједињено Краљевство      | 2:08.82  |           |